# Marco Guida (scacchista)
Marco Guida (Milano, 12 settembre 1961) è un compositore di scacchi italiano.
Ha iniziato a giocare a scacchi all'età di cinque anni. Si è avvicinato alla problemistica nel 1980, dopo aver letto un libretto di Gino Mentasti (Il Prontuario del Problemista). Grazie ai consigli ed al supporto di Oscar Bonivento, nel 1981 ha pubblicato il suo primo problema. Ha composto finora 291 problemi diretti di matto in due mosse, il suo genere di maggiore attività, ricevendo numerosi premi e menzioni onorevoli. Nella prima fase della sua carriera è stato anche un compositore di aiutomatti in due mosse, e sebbene non abbia mai praticato agonismo scacchistico, ha raggiunto il titolo di Candidato Maestro per corrispondenza.
Si è classificato 1° assoluto nel Campionato Italiano di Soluzione del 2002.
Nel 2013 la WFCC, nel 56º Congresso di Batumi in Georgia, gli ha assegnato i titoli di Giudice Internazionale per la composizione (per i diretti in due mosse) e di Maestro FIDE per la composizione.
Dal 2020 è Maestro Internazionale FIDE per la composizione di scacchi. Attualmente è considerato il maggior esperto italiano di problemi di matto in 2 mosse, con preferenza verso i temi moderni. Al Campionato del Mondo di composizione 2022-2024 si è classificato 7° Assoluto per la sezione A (matti in 2). All'edizione precedente (2019-2021) si è classificato 5° Assoluto.
Al 2025 è Delegato Italiano presso la WFCC e appartiene alla Commissione per il WCCI (Campionato del Mondo Individuale).